# 火灾警报器
消防警报器是一種裝在建築物內或特定地方的警報器，以在火災可能發生時警告，使人們可即時應變，進而降低生命、財產的損失。消防警报器有很多种类，最常见的为声光报警器，其动作原理为当探测器（电离烟雾探测器、红外感烟火灾探测器、感温火灾探测器、火警偵测器、火警探测器、烟雾偵测器、烟雾探測器、火災警報器、火警閃燈、火警受信總機等）动作时向火灾报警主机传送报警信号，火灾报警主机随即给声光报警器传输信号，声光报警器开始蜂鸣及闪光。某些種類的火災警報器則可自己發出蜂鸣或閃光。

## 外部連結
- 中華民國內政部補助直轄市及縣（市）政府推動設置住宅用火災警報器作業原則[]
- 高雄市政府補助安裝住宅用火災警報器申請表 （页面存档备份，存于）